# Заїка Дмитро Васильович
Дмитро Васильович Заїка (нар. 2 квітня 1994, Донецьк, Україна) — український футболіст, нападник аматорського клубу «Сокіл» (Михайлівка-Рубежівка).

## Життєпис
У ДЮФЛУ виступав з 2007 по 2011 рік за донецькі клуби «Шахтар» та «Металург». У 2013 році почав тренуватися з першою командою «Металурга». На професіональному рівні дебютував 7 вересня 2013 року в переможному (3:1) виїзному поєдинку 9-го туру Першої ліги України проти кіровоградської «Зірки». Дмитро вийшов на поле на 90-ій хвилині, замінивши Максима Драченка. Дебютним голом у дорослому футболі відзначився 29 вересня 2013 року на 76-ій хвилині переможного (3:1) домашнього поєдинку 12-го туру Першої ліги України проти київського «Динамо-2». Заїка вийшов на поле на 71-ій хвилині, замінивши Максима Драченка. У сезоні 2013/14 років грав нерегулярно, провів на полі 8 матчів (1 гол), але допоміг донеччанам виграти золоті нагороди Першої ліги України та підвищитися в класі.
У березні 2015 року перебрався в «НПГУ-Макіїввугілля». У новій команді дебютував 21 березня 2015 року в програному (0:1) виїзному поєдинку 16-го туру Другої ліги України проти стрийської «Скали». Дмитро вийшов на поле на 81-ій хвилині, замінивши Івана Отрока. У другій половині сезону 2014/15 років зіграв 6 матчів за макіївський клуб, забитими м'ячами не відзначився.
У жовтні 2015 року виїхав до Німеччини, де уклав договір зі скромним клубом «Фойхт», у футболці якого дебютував 5 березня 2016 року в переможному (3:2) домашньому поєдинку 23-го туру Баварської футбольної ліги («Північний-Схід») проти «Ерлембаха». Заїка вийшов на поле на 72-ій хвилині, замінивши Ніко Весснера. Єдиним голом за «Фойхт» відзначився 17 квітня 2017 року на 89-ій хвилині програного (1:2) домашнього поєдинку 20-го туру Баварської футбольної ліги проти «Ерлембаха». Дмитро вийшов на поле на 66-ій хвилині, замінивши Ніко Весснера. Загалом у складі «Фойхта» зіграв 34 матчі, в яких відзначився 1 голом. Наприкінці червня 2017 року залишив німецький клуб.
Потім повернувся до України, де з квітня 2018 року виступав за «Полісся» (Ставки) в чемпіонаті Житомирської області. Згодом знову виїхав до Німеччини, де виступав на аматорському рівні. У червні 2020 року повернувся до «Полісся» (Ставки). З березня 2021 року захищає кольори «Денгоффа» (Денихівка) в чемпіонаті Київської області.

## Досягнення
«Олімпік» (Донецьк)
- Перша ліга України
  -  Чемпіон (1): 2013/14